# 日野川東インターチェンジ
日野川東インターチェンジ（ひのがわひがしインターチェンジ）は、鳥取県米子市の山陰自動車道（米子道路）のインターチェンジである。
上り線入口・下り線出口は鳥取県米子市蚊屋、上り線出口・下り線入口は鳥取県米子市古豊千にある。

## 道路
- E9 山陰自動車道（17番）

## 接続する道路

### 直接接続
- 鳥取県道159号米子丸山線
- 鳥取県道160号福頼市山伯耆大山停車場線
- 米子市道3247号国道古豊千今在家西側道線（上り線側道）
- 米子市道3248号国道古豊千今在家東側道線（下り線側道）

## 料金所
無料区間のためなし

## 周辺
- 日野川
- JR伯耆大山駅

## 隣
E9 山陰自動車道
(16) 米子東IC - (17) 日野川東IC - (18) 米子南IC